# Diamanti a colazione
Diamanti a colazione (Diamonds for Breakfast) è un film britannico del 1968 diretto da Christopher Morahan.

## Trama
Nicky (Marcello Mastroianni), nobile russo profugo a Parigi dopo la rivoluzione bolscevica, vuole tornare in possesso dei fantastici gioielli di famiglia ora passati di proprietà dello Stato sovietico. Per riuscirci si mette in combutta con una banda di donne abili furfanti ma, a colpo riuscito, scoprirà di essere stato derubato addirittura dalle sue stesse vecchie zie...